# Miroslav Káčer
Miroslav Káčer (Žilina, 2 febbraio 1996) è un calciatore slovacco, centrocampista dello Žilina.

## Caratteristiche tecniche
Interno di centrocampo, può giocare anche come esterno destro.

## Palmarès

### Club

#### Competizioni nazionali
- Campionato slovacco: 1

Žilina: 2016-2017
- Supercoppa di Slovacchia: 1

Žilina: 2012